# 安东尼奥·马利亚·阿巴蒂尼
安东尼奥·马利亚·阿巴蒂尼（義大利語：Antonio Maria Abbatini，1595年1月26日或1609年或1610年？生；1679年3月15日后，或1677年卒），意大利作曲家，一生主要在罗马活动。
阿巴蒂尼出生于卡斯泰洛城。他分别在1626年-1628年、1633年任拉特朗圣若望大殿、奥尔维耶托主教座堂的音乐总监；在1640年-1646年间、1649年-1657年、1672年-1677年任罗马圣母大殿的音乐总监。他创作了大量的圣乐，出版了三本关于弥撒、四本关于诗篇及五本关于经文歌（1635年）的书籍。他的作品有由不同的24个声部构成的轮唱曲（1630年、1638年、1677年）及一首具戏剧性的康塔塔《罗多蒙蒂尼的哭泣》（Il Pianto di Rodomonte，1633年）。他还与阿塔纳修斯·基歇尔合作撰写了《普适音乐艺术》（Musurgia Universalis）。
另外，阿巴蒂尼还创作有三首歌剧：与马可·马拉佐利合作的《善善恶恶》（Dal male il bene，1654年于罗马），是最早的喜歌剧之一，因其在结束部分引入合奏而拥有重要的历史意义；《约内》（Ione，1666年于维也纳）；《天堂的喜剧演员》，也被称作《巴尔塔萨拉》（La comica del cielo、La Baltasara，1668年于罗马）。
安东尼奥·彻斯提是阿巴蒂尼其中的一名学生。